# Корпорація «Біосфера»
Корпора́ція «Біосфе́ра» — український виробник і дистриб'ютор товарів для дому та особистої гігієни, заснована у 1997 році Андрієм Здесенком. Виробничі потужності зосереджені на 4 власних заводах, один з яких — найбільший в Україні завод з переробки відходів поліетилену.
Починаючи від 2018 року компанія входить до ТОП-100 найдорожчих українських брендів.

## Виробничі потужності
До складу корпорації «Біосфера» входять:
- Завод «КПД» у місті Дніпро, площею 34 тис. м²;
- Завод «Термопласт» у смт Летичів (Хмельницька область);
- Рециклінговий завод «Полігрін» у місті Фастів (Київська область). Переробляє 700—800 тонн відходів поліетилену щомісяця[3];
- Завод Lemoine в Естонії, площею 8,5 тис. м²[4], переробляє 20 тонн бавовни за добу, обладнання дозволяє виготовляти 108 косметичних ватних дисків за хвилину.

## Асортимент продукції, дистриб'юції та експорту
Асортимент корпорації «Біосфера» налічує понад 2 000 найменувань продукції. До портфеля корпорації входять 13 власних («Фрекен БОК», Smile, PRO service, Novita, Vortex, Eventa, ЛайKit та ін.) та 10 дистрибутивних брендів (Selpak, Tork, Lifestyles на інші).
«Біосфера» експортує продукцію до країн Східної, Центральної та Північної Європи, до Середньої та Центральної Азії, Південної Америки та Африки.
Загалом станом на кінець 2019 року щодня у світі продавалось 1 мільйон одиниць продукції «Біосфери».

## Історія
Корпорація розпочала свою діяльність у 1997 році з дистрибуції продукції гігієнічних брендів міжнародних компаній: Kotex, Huggies, Libresse, Bella, Nichols тощо.
У 2001 році була заснована власна торгова марка «Фрекен БОК» і почався випуск кухонних аксесуарів.
У 2002 році відкрилося перше власне виробництво — завод «КПД» у Дніпрі.
У 2007 компанія почала реалізовувати проєкти Private Label для інших торгових марок.
У 2008 році у смт Летичів (Хмельницька область) відкрився виробничо-логістичний комплекс «Термопласт».
У 2010 році була створена торгова марка Vortex. Відкрився новий бізнес-напрямок Biosphere Professional (бренд PRO service) в сегменті товарів для професійного користування Away from home. Цього ж року відкрився окремий цех із виготовлення вологих серветок. З 2012 року цех проходить щорічний аудит Walt Disney і Universal.
У 2013 виробництво товарів для дому сертифіковано відповідно до вимог ISO 9001:2008.
У 2014 році у місті Фастові (Київська область) був відкритий найбільший в Україні завод з переробки вторинних полімерів «Полігрін», пропускна переробна спроможність якого 800 тонн на місяць.
У 2015 році спільно з французькою Groupe Lemoine відкрито завод з виробництва ватної продукції в Естонії.
У серпні 2018 року корпорація презентувала нову лінійку дитячої косметики Smile baby з ліцензією The Walt Disney Company. Також розпочалась активна експансія на ринки Скандинавії, Балтії та Польщі.
У квітні 2019 року було створено новий бренд товарів по догляду за домашніми тваринами «ЛайKit» та відбувся редизайн бренду «Фрекен БОК».
У січні 2020 року корпорація розпочала перше в Україні виробництво повністю біорозкладаних та компостуємих пакетів для сміття. Проєкт під назвою Go Green, що поєднує біорозкладну та/або органічну продукцію з мінімізованим впливом на навколишнє середовище, поширився на низку товарів корпорації — органічні ватні диски, придатний до змивання вологий туалетний папір та перші вологі серветки з бавовняного полотна.
У 2020 році компанія запустила власне виробництва підгузків під брендом Bambik.
10 квітня 2025 року по складам заводу «КПД» у Дніпрі російською армією був нанесений ракетний удар з застосуванням ракетного комплексу "Іскандер-М", загинув 1 співробітник підприємства.

## Соціальна відповідальність
Корпорація підтримує різноманітні ініціативи в галузі охорони довкілля, на кшталт World Cleanup Day. Корпорація займається також підтримкою дітей, зокрема є партнером дитячих благодійних фестивалів (Місто Професій, Charity Weekend, дитяча програма Leopolis Jazz Fest, «Мама + Я», «Крила надії» тощо)[джерело?].

## Визнання і нагороди
У 2018 і 2019 роках бренд як самої корпорації «Біосфера», так і її торгові марки «Фрекен БОК» та Smile увійшли до топ-100 найдорожчих брендів України